# Tortula subrufa
Tortula subrufa là một loài rêu trong họ Pottiaceae. Loài này được Cardot mô tả khoa học đầu tiên năm 1915.